# Прель (Кальвадос)
Прель (фр. Presles) — коммуна во Франции, находится в регионе Нижняя Нормандия. Департамент коммуны — Кальвадос. Входит в состав кантона Васси. Округ коммуны — Вир.
Код INSEE коммуны — 14521.

## Население
Население коммуны на 2010 год составляло 264 человека.
| 1962 | 1968 | 1975 | 1982 | 1990 | 1999 | 2010 |
| ---- | ---- | ---- | ---- | ---- | ---- | ---- |
| 307  | 300  | 265  | 264  | 254  | 244  | 264  |

## Экономика
В 2010 году среди 162 человек трудоспособного возраста (15—64 лет) 121 были экономически активными, 41 — неактивными (показатель активности — 74,7 %, в 1999 году было 72,0 %). Из 121 активных жителей работали 114 человек (65 мужчин и 49 женщин), безработных было 7 (3 мужчин и 4 женщины). Среди 41 неактивных 10 человек были учениками или студентами, 20 — пенсионерами, 11 были неактивными по другим причинам.